# Полія довгошийкова
{{#ifeq:0|0|{{#if:Pohlia longicolla|{{#if:|[[]}}|[[]]}}}}
Полія довгошийкова (Pohlia longicolla) — вид мохів порядку головмохальних (Bryales).

## Поширення
Ареал охоплює такі частини світу: Європа, Північна Америка, Південна Америка, Азія.
Населяє багатий гумусом ґрунт на берегах, уздовж струмків і стежок; від помірних до високих висот.

## Характеристика
Рослини середнього розміру, від зелених до жовто-зелених, блискучі. Стебла 0.8–3.5 см. Листки від прямовисних до ± розпростертих, довго-ланцетні, 1.5–2.6 мм; краї від зубчастих до зубчастих у дистальній 1/3. Спеціалізоване нестатеве розмноження відсутнє. Коробочкові ніжки від помаранчевого до оранжево-коричневого кольору. Коробочка нахилена на 10–90°, від солом'яного до оранжево-коричневого забарвлення, довго-тонко-грушоподібна. Спори 16–23 мкм.

## Галерея

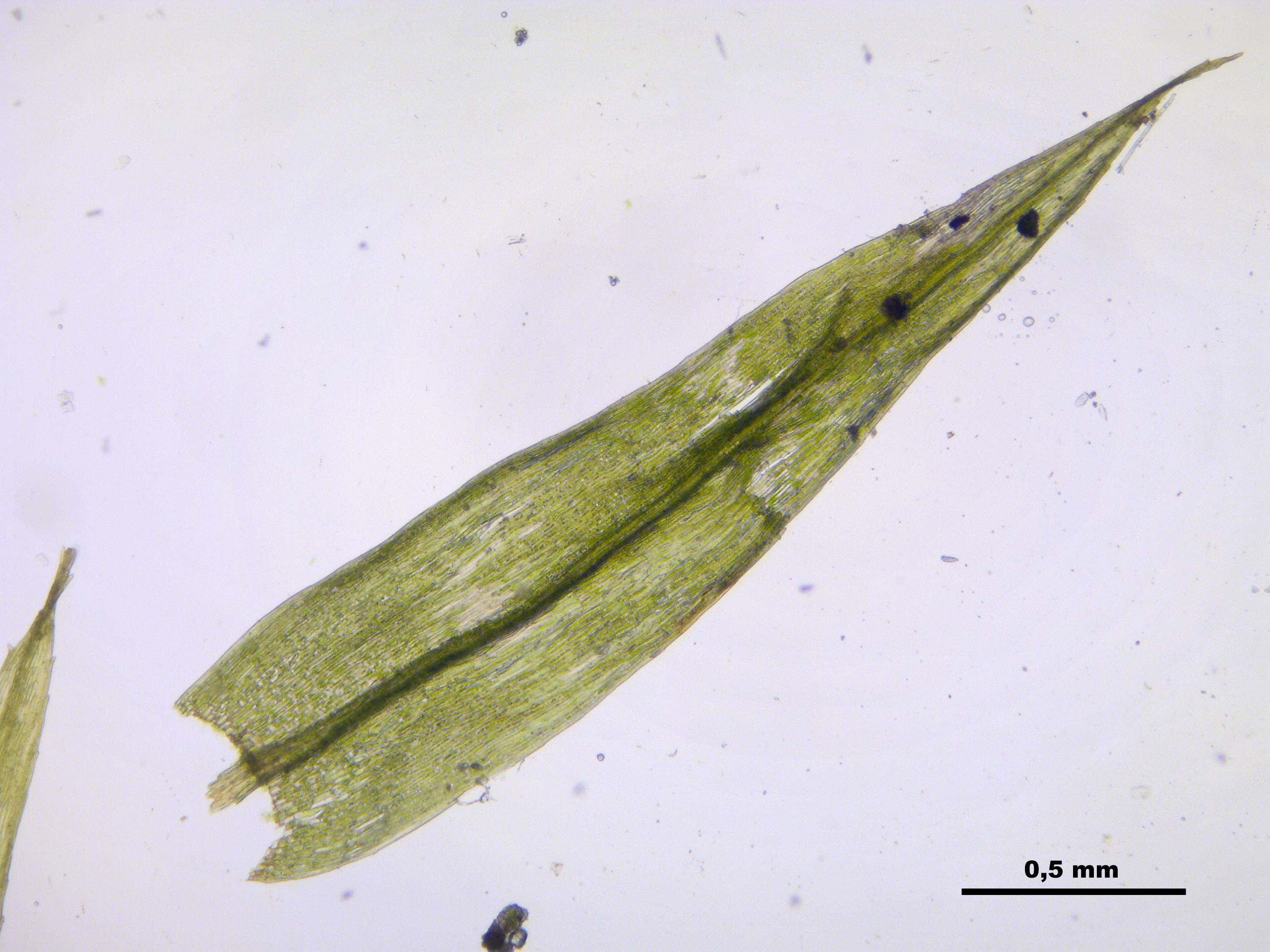
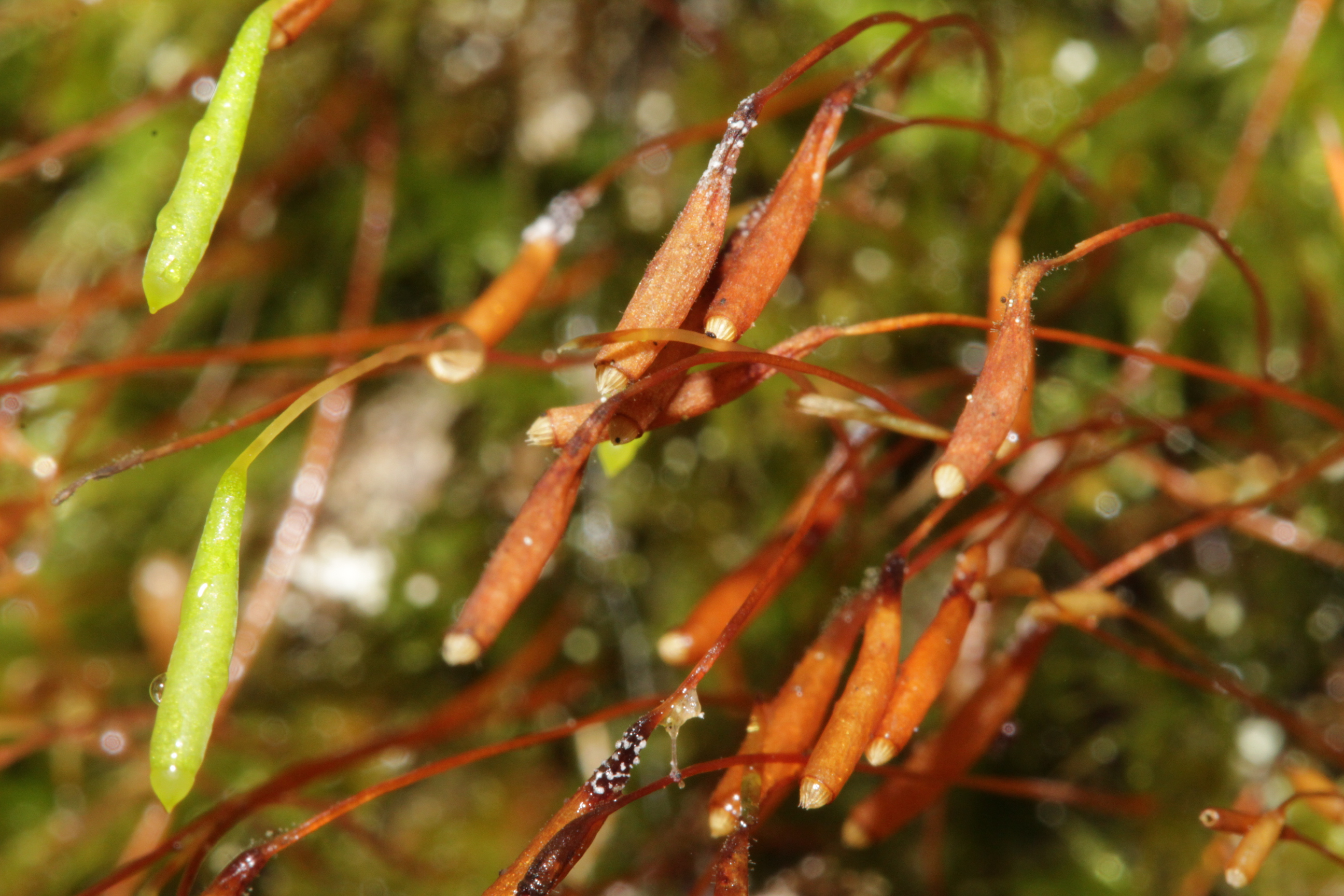